# 深谷コミュニティFM
深谷コミュニティFM株式会社（ふかやコミュニティエフエム）は、埼玉県深谷市の一部地域を放送対象地域として超短波放送（FM放送）を営む特定地上基幹放送事業者である。
FMふっかちゃん（エフエムふっかちゃん）の愛称でコミュニティ放送を行っている。

## 概要
2021年（令和3年）開局。愛称にあるふっかちゃんは、深谷市のイメージキャラクターである。
深谷市は1999年（平成11年）に「中心市街地活性化基本計画」を策定した。この計画中の「商業等活性化のための事業」については深谷商工会議所がTMO（タウン・マネジメント組織）となり計画・推進することとしている。これを受けた深谷商工会議所は2001年（平成13年）に「深谷タウン・マネジメント構想」を取りまとめた。
深谷商工会議所が事務局となり、深谷TMOは種々の事業を展開しているが、この中に「情報受発信事業」としてミニFMがある。2012年（平成24年）11月の深谷市産業祭から種々のイベントで公開運用してきた。2014年（平成26年）5月からは深谷町の深谷宿・七ツ梅酒造跡から「FMふっかちゃん」の愛称で毎月最終日曜日に定期放送を開始した。ミニFM時代の周波数は88.0MHzで、放送エリアは現在より小さかった。2017年（平成29年）には特定非営利活動法人ふかやにぎわい放送倶楽部が設立された。
一方で、深谷商工会議所の推薦により神山憲秀が、埼玉県司法書士会の推薦により吉田健が、2013年（平成25年）から深谷市まちづくり評価委員会にそれぞれ参加した。2020年（令和2年）に神山が同委員会委員長、吉田が副委員長に就任した。この二人は一般社団法人深谷青年会議所で共に活動した間柄でもあった。同委員会は、深谷市の事業に市民目線の意見を活用することで事業の活性化や市民の行政への参加意識を高めることを目的とするが、神山と吉田は市の様々な想いや考え方や事業などを市民に伝えていく手段として、既存のホームページやメールマガジンやSNSや広報誌だけでは限界に来ていると感じ、新たな伝達手段を模索した。また2019年（令和元年）10月の台風19号の接近により深谷市が発令した市内一部地域への避難勧告時の反省点として、先を見込んだ避難勧告は素晴らしかったが、一人一台の車に乗って避難所に向かう市民が多数いたため、避難所の中は余裕があるにも関わらず駐車場が満車で避難所に入れないという事態が発生していたと同委員会で報告された。神山と吉田は災害のような緊急を要する場面での市から市民への情報伝達の新たなる方法の模索を考えるべきだと感じた。
そこで二人が様々検討していると、行政範囲単位で許可が可能なコミュニティFMの存在を知り、また深谷商工会議所の事業の一部でミニFM局をやっているふかやにぎわい放送倶楽部の存在も知ることとなった。そこで神山は深谷商工会議所会頭の村岡正己に、ふかやにぎわい放送倶楽部代表の伊藤眞治とつないでもらった。
伊藤と神山はコミュニティ放送局の免許人とするべく株式会社を設立することとし、設立準備会を立ち上げ、2020年（令和2年）に深谷コミュニティFM株式会社が設立された。代表取締役社長には伊藤が就任した。なお、ミニFMのFMふっかちゃんは12月に終了し、ふかやにぎわい放送倶楽部は解散した。
本社・演奏所（スタジオ）は深谷市緑ヶ丘のKBTビル2階にある。送信所は深谷市上野台の正智深谷高等学校にあり、特定地上基幹放送局の呼出符号はJOZZ3CY-FM、呼出名称はふかやエフエム、周波数88.5MHz、空中線電力20W、第二名称「深谷エフエム放送」、放送区域は深谷市、本庄市の各一部地域。
インターネット配信はListenRadioによる。
日曜深夜を含め24時間放送を行っている。自社制作番組以外はミュージックバードを放送。

## 沿革
- 2017年（平成29年）4月18日 - 特定非営利活動法人ふかやにぎわい放送倶楽部設立の認証[10]
- 2020年（令和2年）
  - 7月1日 - 深谷コミュニティFM株式会社設立。本社は七ツ梅酒造跡地（須方書店[11] が併設）
  - 10月21日 - 特定地上基幹放送局の予備免許取得[1]
- 2021年（令和3年）
  - 2月5日 - 本社を深谷町から緑ケ丘に移転[12]
  - 2月18日 - 特定地上基幹放送局の免許取得
  - 4月1日 - 開局、14時より放送開始[13]
  - 4月28日 - ListenRadioによるインターネット配信開始
  - 10月25日 - 設立の目的が果たせたとして代表取締役の伊藤眞治が退任し、副社長であった神山憲秀が就任。取締役であった田部井透、須藤悟の両名が副社長に就任、新たな取締役に柴崎勝と武田匡哉が就任、監査役の吉田健は留任とした。

## オリジナル番組
生放送
- Weekday!ふっかモーニング!
- ふっか!GO!GO!
- 名前で応援!なまエ〜ル♪
- アフロ&マーガレットの土曜の朝はこんな感じ
- わくわくグッデイ

収録番組
- 西田梨沙のこころの演歌
- お菓子のおかしな話
- 頼りにしてます!自治会長!
- スター☆彡パラダイス
- Luminous music〜すべての人が輝ける日々を〜
- 笑う門には… みどりと恵美子のおもちゃ箱
- かわのDAのふっかいい話
- レディオ・ストリート
- トーク&トークorトーク
- Rock on Radio
- もくよる☆ブレイク
- どーろらんなーJUNのゆく道くる道
- あや旅！フライデーフライト!
- FMふっかちゃんオリジナルCD 47都道府県への道
- 起業家たちのStory
- 真佐比呂のボイスドラマ製作委員会
- バーディまさしとちえここのFMふっかゴルフ
- FMふっかパワープレイミュージック〜ランランラジオ・Beautiful Today・1週間を駆け抜けろ!・ラジオの向こうに・人生ただいま生放送!〜
- 深谷防災インフォメーション
- Good bodyに近道はなし!